# إم إم كالبورغي
إم إم كالبورغي (بالإنجليزية: M. M. Kalburgi)‏ (28 نوفمبر 1938 - 30 أغسطس 2015 في دهرواد ‏) كاتب من الهند.

## الجوائز
- جائزة أكاديمية شايتا  [لغات أخرى]‏[2]